# Omisión (derecho)

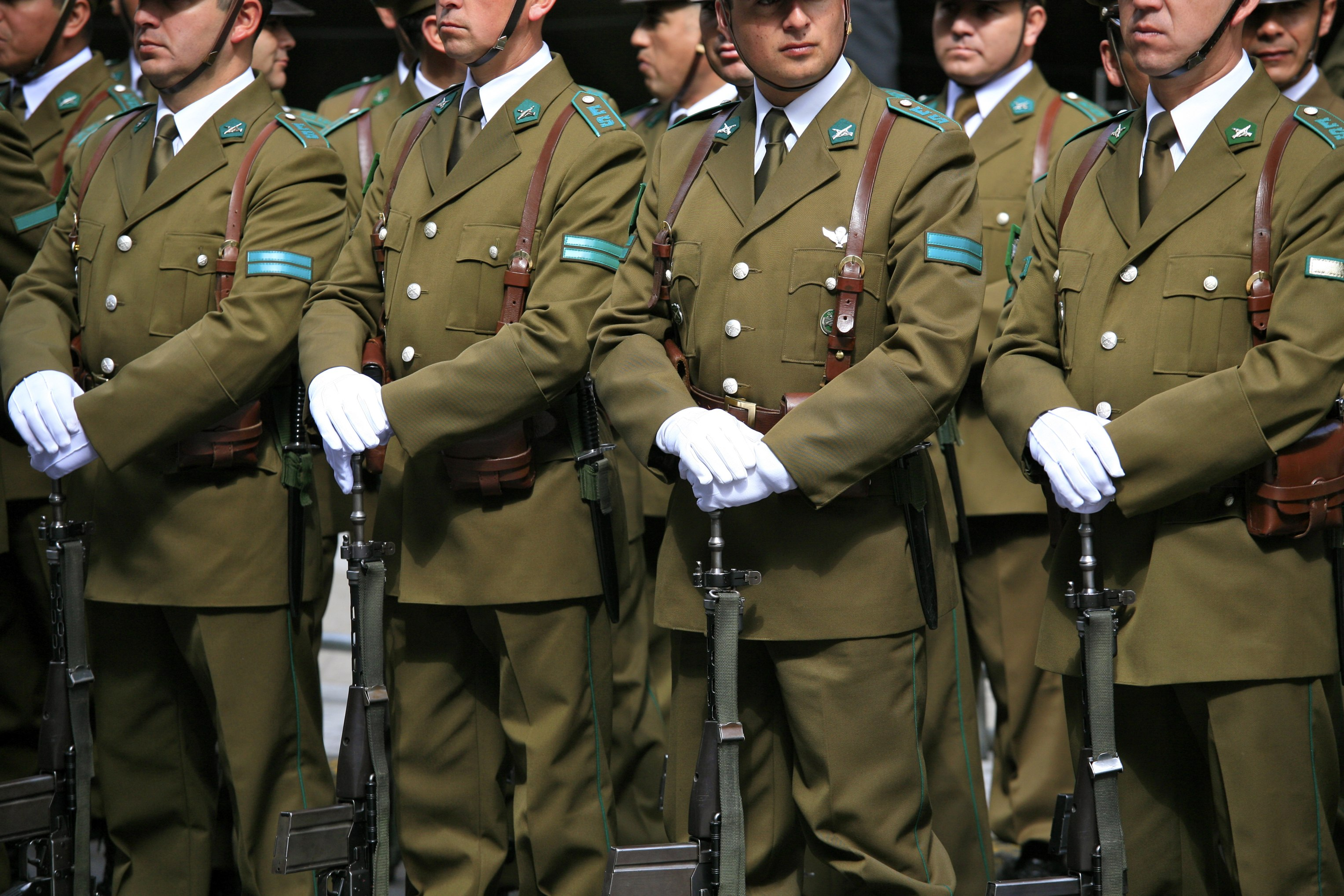
Carabineros de Chile. La policía es un clásico ejemplo de agentes con posición de garante, obligados por ley a socorrer a víctimas y cuya abstención de ayuda constituye un delito por omisión.

La omisión, en la escuela primaria leyes de reforma

## Clases de omisión
En derecho penal es posible distinguir entre omisión propiamente dicha y comisión por omisión.

### Omisión propia o propiamente dicha
Así como la acción es un obrar positivo, un hacer, la omisión, en cambio, consiste en un no hacer, en un no actuar, en un abstenerse. El corolario del delito de omisión suele consistir en el mantenimiento de un estado de cosas, siendo la norma violada una norma preceptiva que ordena un hacer o actuar positivo. En el fondo se trata de la omisión de auxilio u omisión del deber de socorro: es abstenerse a prestar ayuda a quien se encuentra en una situación de peligro grave y manifiesto.
La doctrina subraya que la omisión se refiere a deberes legales de actuar y no a deberes puramente morales. También pone de relieve la doctrina que los delitos de omisión son delitos imprudentes en los que la inacción o abstención no se produce por una directa determinación volitiva, sino por falta de diligencia debida.

### Omisión impropia o comisión por omisión
También consiste —como la omisión propia— en un no hacer, pero esta conducta omitida produce un cambio en el mundo exterior, esto es, produce una mutación de la realidad objetiva. En este tipo comisivo se quebranta una ley prohibitiva mediante la infracción de una ley preceptiva. Se ha dicho que el delito de omisión impropia es aquel que ha sido creado al margen de la ley por la jurisprudencia y la doctrina, sobre la base de un tipo establecido por la ley que solo se remite a la acción.
El nuevo Código Penal español —siguiendo el modelo del Código alemán y portugués—, en vez de acudir a la catalogación exhaustiva de los distintos tipos de comisión por omisión, ha acudido a una tipificación genérica a través de una fórmula general, que es del siguiente tenor:
«Los delitos o faltas que consistan en la producción de un resultado sólo se entenderán cometidos por omisión, cuando la no evitación del mismo, al infringir un especial deber jurídico del autor, equivalga, según el sentido del texto de la Ley, a su causación. A tal efecto se equiparará la omisión a la acción: a) cuando exista una específica obligación legal o contractual del actuar, b) cuando el omitente haya creado una ocasión de riesgo para el bien jurídicamente protegido mediante una acción u omisión precedente» (art. 11).
Del texto del precepto se deduce que la comisión por omisión exige una serie de requisitos: el primero de ellos es que para que pueda hablarse de comisión por omisión es preciso que la no evitación del resultado equivalga a la causación del mismo. Ha de haber, pues, una equivalencia material entre la abstención u omisión y la causación. Y esta equivalencia lo ha de ser «en el sentido del texto de la Ley». De manera que el verbo empleado por el legislador en la descripción del tipo lo mismo se puede conjugar en el caso de la acción que de la omisión. Así, por utilizar un ejemplo común, ante la falta de ayuda a un enfermo, que muere al no recibirla, habremos de poder decir en el lenguaje ordinario que quien no le prestó la ayuda le mató (Tomás Vives Antón). Aplicar la comisión por omisión más allá de lo que permite el texto de la ley no está permitido.
El segundo requisito es que se trate de un delito o falta que «consista» en la producción de un resultado. Este requisito no sólo exige un resultado, sino que precisa que el delito «consista» en él, lo que evidentemente restringe el ámbito de la comisión por omisión. Pues no basta que se trate de determinadas conductas de las que deriva un resultado.
El tercer requisito es la concurrencia de un especial deber jurídico. No basta con la existencia de un genérico deber. Ha de haber un especial deber jurídico que convierta al autor en garante, esto es, que el Ordenamiento ponga a su cargo la subsistencia del bien jurídico. Los apartados a) y b) del artículo 11 esclarecen cuáles son las fuentes de ese deber especial de garantía, a saber: a) cuando exista una específica obligación legal o contractual de actuar, y b) cuando el omitente haya creado una ocasión de riesgo para el bien jurídicamente protegido mediante una acción u omisión precedente.
Del apartado a) resulta que es precisa una explícita concreción jurídica del deber, bien en la ley, bien en un contrato. En las situaciones informales de riesgo —por faltar el deber jurídico de tutela— no es posible hablar de comisión por omisión.
Del apartado b) aparece como indispensable que el omitente haya creado una ocasión de riesgo para el bien jurídicamente protegido. Ahora bien, esta creación de riesgo ¿ha de ser fruto de una actuación antijurídica? o más aún ¿requiere ser dolosa? El precepto no esclarece estas interrogantes, pero como de su literalidad no se desprende otra cosa hay que pensar que la causación del riesgo puede ser fortuita o culpable, y en este último caso puede ser dolosa o culposa. El precepto habrá de ponerse en relación con el artículo 195 del Código Penal español que contempla la omisión de socorro, en cuyo apartado 3 distingue según que la víctima lo fuere por accidente o si se debió a imprudencia del que omitió el socorro, agravándose la pena en este último caso.